# 이정훈 (프로게이머)
이정훈(1993년 7월 11일 ~ )은 대한민국의 전직 스타크래프트, 스타크래프트 II 프로게이머이다. MarineKing이라는 아이디를 사용하며, 종족은 테란이다. 이전에는 Boxer, 해병왕 등의 아이디를 사용하기도 했다.

## 개요

### 스타크래프트
2009년 하반기 드래프트에서 MBC게임 히어로의 3차 지명으로 입단하였다.

### 스타크래프트 II
2010년 MBC게임 히어로에서 은퇴한 후 Prime팀에 합류하여 스타크래프트 II 게이머로 처음 모습을 드러냈으며 글로벌 스타크래프트 II 리그의 2번째 리그인 Sony Ericsson STARCRAFT II OPEN Season 2에서 준우승을 차지했다.
당시 사용하던 아이디는 BoxeR.
그 후 지스타 스타크래프트 II 올스타전에서 준우승을 거두었으며, 해당 대회에서 아이디를 해병왕프라임으로 바꾸었다.
Sony Ericsson STARCRAFT II OPEN Season 3에서는 8강에 올랐다.
2013년 10월 11일 리그 오브 레전드로 종목을 전향했으며 2014년 2월 13일 다시 스타크래프트 II로 복귀했다.
2014년 8월 1일 프라임과의 결별을 공식 발표했다.
2014년 8월 5일 MVP에 입단하였다.
2016년 5월 13일 은퇴를 발표했다.

## 주요 특징

### 해병왕의 유래 및 해병황으로의 염원
이정훈은 데뷔 이래 줄곧 테란의 주력 유닛인 해병(마린)을 주력 유닛으로 사용하며, 해병의 약점을 컨트롤로 극복해내는 특징이 있다. 특히 해병의 상성유닛인 맹독충조차 해병의 컨트롤로 극복해 내는 모습을 선보이며, 데뷔 첫 시즌부터 해병왕(海兵王)이라는 칭호를 얻었으며, 급기야 자신의 아이디를 해병왕으로 변경하기까지 하였다. 또한 유래없는 공격적인 플레이 스타일로, 가장 공격적인 테란이라는 평가를 받고 있다. 이정훈은 자신이 해병왕이라는 것에 만족하지 않고 더욱 정진하여, 이보다 더욱 뛰어난 해병황(海兵皇)이라는 칭호를 받기를 강력히 원하고 있다.

### 해병 산개 컨트롤
이정훈이 나타나기 전까지 대부분의 테란이 저그전에서 해병을 자주 사용하지는 않았다. 그 이유는 해병이 상성유닛인 맹독충에게 매우 취약한 모습을 보여주어 메카닉을 자주 쓰는 편이었다. 이정훈이 데뷔한 Sony Ericsson STARCRAFT II OPEN Season 2에서 이정훈은 해병으로 모든 것을 해결하여 모든 이를 놀라게 했는데, 특히 8강 전에서 저그 한준을 상대로 보여준 해병 산개 컨트롤은 저그전의 패러다임이 될 정도로 충격을 주었다. 이 경기 이후에 메카닉을 주로 구사하던 테란들이 바이오닉을 구사하게 되었고 맹독충을 상대하더라도 수월한 경기를 보여주고 있다.

### 준우승
스타크래프트 II 사상 가장 많은 준우승 기록(7회)을 보유하고 있다. 이미 이스포츠 역사상 최고의 2위 이미지인 홍진호 선수의 준우승 횟수마저 넘어섰다. 그래서 커뮤니티에서 받은 별명은 콩정훈이다.

### 대 테란전에서의 부진
공격적인 성향이 짙은 이정훈은 빠른 시간에 나오는 병력인 바이오닉 병력들을 주로 활용하여 공격적인 플레이를 즐겨한다. 바이오닉을 주로 활용하는 저그전, 프로토스전에서 승률이 높고, 테란전 역시 바이오닉 병력을 이용한 공격적인 플레이로 승리를 많이 하면서 테테전의 강자로 군림했었다. 화염차, 공성 전차 위주의 메카닉 유닛의 재발견이 이루어지면서 테테전 트렌드가 메카닉으로 넘어갔는데 메카닉이 바이오닉을 상대로 극강의 모습을 보여주면서 이정훈의 테테전은 부진의 늪에 빠졌다. 이 부진으로 펩시콜라 GSL July 승격강등전에서 4테란에게 턱없이 무너지며 코드 A까지 강등되는 수모를 겪었다. 코드 A 결승까지 치고 올라왔으나 결승전 상대 역시 테란이었는데, 3:4 석패를 하며 코드 S 승격에 실패했다. (이후에 있었던 승격강등전에서는 2위로 코드 S 승격)
이러한 이정훈의 바이오닉 고집도 이유가 있었다. 당시 인터뷰에서 이정훈은 워낙 공격적인 플레이를 좋아하는터라 비교적 늦은 타이밍에 나오는 메카닉을 잘 사용하지 않는다는 것이었다. 또한 당시 기준으로 1.4.0 패치가 얼마 안 남았고 패치 내용이 다름 아닌 화염차에 대한 하향이 포함되어 있어서 메카닉 빌드도 얼마 지나지 않아 유행이 끝날 것이라는 걸 예상하고 굳이 메카닉을 갈고 닦을 필요가 없다는 것이었다. 1.4.0 패치가 적용된 직후에 진행된 GSTL 시즌 1 6강 플레이오프에서는 경기 전 날 자신을 코드 S 16강 진출을 좌절시킨 테란 최지성과 대결해 약화된 메카닉을 상대로 압도적인 바이오닉 운영을 보이며 승리를 거머쥐었다. 이를 계기로 다시 한 번 테테전에서 바이오닉이 트렌드가 될 지 귀추가 주목되었다.
패치 후 초반에도 최지성을 잡은 이후 이렇다할 성적을 못냈지만 최근 테란전에서 연거푸 승리하면서 대 테란전의 부진을 씻어내고 있다.

## 주요 선수들과의 전적

### 정종현
GSL 상대 전적 2:9. 이 둘의 첫 만남은 소니 에릭슨 GSL Jan. 결승전이었다. 당시 정종현과 이정훈은 테란을 대표하는 쌍두마차로서 이 둘의 결승전은 큰 기대를 모았는데 정종현이 단단한 운영으로 이정훈의 공격성을 누르며 4:0으로 압도하며 우승한 바 있다. 다음 만남은 LG 시네마 3D 글로벌 스타크래프트 II 리그 월드 챔피언십 서울 결승전이었는데 지난 결승전에서 둘의 사이가 천적임이 증명된 가운데 다시 한 번 이 둘의 결승전이 성사되었다. 이 결승전 역시 4:2로 정종현이 압도하였다. Sony Ericsson GSL Nov. 32강과 WCG 2011 한국대표선발전 결승에서 역시 정종현이 승리하여 이 둘은 완벽한 천적 관계가 되었다.

### 박수호
GSL 상대 전적 0:4. GSL 정규 리그에서는 박수호가 4전 전승으로 압도하고 있으나 이벤트전이나 해외 리그에서는 이정훈이 크게 앞서고 있다. GSTL May. 8강 7세트에서 처음 만난 이 둘은 상대 종족 간의 최강자임을 입증이 된 가운데 기대가 되는 매치였다. 박수호 특유의 난전 플레이에 휘둘린 이정훈이 버티지 못하며 패배를 거두게 되었다. 이후에 만난 GSTL Season 1 페넌트레이스에서 패배하였다. 그 뒤에 있었던 이벤트 매치인 Arena of Legends 결승전에서 이정훈이 자신의 트레이드 마크인 해병이 아닌 화염차를 내세운 플레이로 4:1로 압도하였다. 그러나 핫식스 GSL 2012 Season 1 Code S 16강 승자전에서 다시 한 번 만났으나 박수호의 난전과 단단한 플레이를 넘지 못하고 0:2 완패를 겪는 모욕을 겪었다. 하지만 얼마 안 있어 열린 MLG 윈터 아레나 결승전에서는 이정훈이 4:2로 승리를 거두며 설욕에 성공했다. 이후에 열린 MLG 윈터 챔피언쉽에서는 승자결승에서 2:1로 이정훈이 승리했고 박수호는 패자결승에서 김민혁을 상대로 4:1로 승리하여 최종결승에서 다시 만났는데 이 역시 이정훈이 승리하며 우승을 차지했다.

## 주요성적
스타크래프트 II : 프리미어 개인리그 우승 2회, 준우승 4회

### 스타크래프트
- 2009년 제47회 스타크래프트 준프로게이머 선발전 입상

### 스타크래프트 II
- 2010년 소니 에릭슨 스타크래프트 II OPEN Season 2 준우승 (vs 김영탁 3:4)
- 2010년 지스타 스타크래프트 II 올스타전 준우승 (vs 김영탁 0:2)
- 2010년 소니 에릭슨 스타크래프트 II OPEN Season 3 8강
- 2011년 소니 에릭슨 GSL Jan. Code S 준우승 (vs 김영탁 0:4)
- 2011년 2세대 인텔 코어 글로벌 스타크래프트 II 리그 March Code S 32강
- 2011년 LG 시네마 3D 글로벌 스타크래프트 II 리그 월드 챔피언십 서울 준우승 (vs 김영탁 2:4)
- 2011년 LG 시네마 3D GSL May Code S 32강
- 2011년 LG 시네마 3D 슈퍼 토너먼트 4강
- 2011년 펩시콜라 글로벌 스타크래프트 II 리그 July Code S 32강
- 2011년 펩시콜라 글로벌 스타크래프트 II 리그 August Code A 준우승 (vs 김영탁 3:4)
- 2011년 Arena of Legends 우승 (vs 김영탁 4:1)
- 2011년 MLG Orlando 5위
- 2011년 소니 에릭슨 글로벌 스타크래프트 II 리그 October Code S 32강
- 2011년 소니 에릭슨 글로벌 스타크래프트 II 리그 November Code S 32강
- 2011년 WCG 2011 한국대표선발전 스타크래프트 ll 부문 준우승 (vs 김영탁 1:2)
- 2011년 WCG 2011 그랜드파이널 스타크래프트 II 부문 8강
- 2011년 Electronic Sports World Cup 2011 3위
- 2012년 핫식스 글로벌 스타크래프트 II 리그 시즌 1 Code S 16강
- 2012년 핫식스 글로벌 스타크래프트 II 리그 시즌 2 Code S 16강
- 2012년 무슈제이 글로벌 스타크래프트 II 리그 시즌 3 Code S 16강
- 2012년 핫식스 글로벌 스타크래프트 II 리그 시즌 4 Code S 8강
- 2012년 핫식스 글로벌 스타크래프트 II 리그 시즌 5 Code S 8강
- 2012년 IPL 4 8강
- 2012년 MLG 2012 Winter Season Arena 우승 (vs 김영탁 4:2)
- 2012년 MLG 2012 Winter Season Championship 우승 (vs 김영탁 5:2)
- 2012년 WCG 2012 한국대표선발전 스타크래프트 ll 부문 준우승 (vs 김영탁 1:2)
- 2012년 MLG 2012 Spring Season Championship 3위
- 2012년 옥션 올킬 스타리그 2012 16강
- 2012년 MLG Tournament of Champions 8강
- 2013년 Iron Squid/Chapter 2 4위
- 2013년 2013 핫식스 글로벌 스타크래프트 II 리그 시즌 1 Code S 16강
- 2013년 2013 MLG Winter Championship 32강
- 2013년 제4회 인천 실내무도아시아경기대회 스타2 부문 국가대표 선발전 32강
- 2013년 WCS 코리아 2013 시즌 1 망고식스 글로벌 스타크래프트 II 리그 코드S 32강
- 2013년 2013 WCS Korea Season 1 챌린저리그 24강
- 2013년 2013 WCS 코리아 시즌 2 챌린저리그 24강
- 2013년 WCG 2013 한국대표선발전 스타크래프트 ll 부문 8강
- 2013년 2013 WCS 코리아 시즌 3 챌린저리그 48강
- 2014년 배달넷 ESTV컵 시즌2 준우승 (vs 김영탁 1:3)
- 2014년 2014 핫식스컵 라스트 빅매치 준우승 (vs 김영탁 1:4)
- 2014년 2015 스타크래프트 II 스타리그 시즌 1 챌린지 32강
- 2015년 2015 글로벌 스타크래프트 II 리그 시즌 1 코드 S 32강
- 2015년 2015 스베누 글로벌 스타크래프트 II 리그 시즌 2 코드 A 48강
- 2015년 2015 DreamHack Open: Tours 8강

## 아이디 변경 내력
- 2010년 : BoxeR
- 2010년 : 해병왕프라임
- 2010년 : 해병왕프라임.WE
- 2011년 : MarineKingPrime.WE
- 2012년 ~ 2014년 : MarineKingPrime
- 2014년 ~ 현재 : MVP MarineKing